# Эйткен, Бретт
Бретт Эйткен (англ. Brett Aitken; род. 25 января 1971, Аделаида) — австралийский трековый и шоссейный велогонщик, выступавший на международном уровне в 1990-х и 2000-х годах. Чемпион летних Олимпийских игр в Сиднее в мэдисоне, чемпион мира в командной гонке преследования, обладатель двух золотых медалей Игр Содружества.

## Биография
Бретт Эйткен родился 25 января 1971 года в городе Аделаида, Южная Австралия.
Занимался велоспортом в местном одноимённом клубе Adelaide Cycling Club.
Первого серьёзного успеха на взрослом международном уровне добился в сезоне 1990 года, когда вошёл в основной состав австралийской национальной сборной и побывал на Играх Содружества в Окленде, откуда привёз награду серебряного достоинства, выигранную в командной гонке преследования. Позже в том же сезоне стал бронзовым призёром на чемпионате мира в Маэбаси.
В 1991 году в той же дисциплине взял бронзу на мировом первенстве в Штутгарте. Принял участие в шоссейной многодневной гонке «Олимпия Тур», где на одном из этапов сумел финишировать третьим.
Благодаря череде удачных выступлений удостоился права защищать честь страны на летних Олимпийских играх 1992 года в Барселоне. В программе командной гонки преследования завоевал серебряную олимпийскую медаль, уступив в финале команде из Германии.
В 1993 году в командной гонке преследования одержал победу на чемпионате мира в Хамаре.
На мировом первенстве 1994 года в Палермо стал бронзовым призёром в командном преследовании. Кроме того, дважды поднимался на верхнюю ступень пьедестала почёта на Играх Содружества в Виктории — был лучшим в командном преследовании и в гонке по очкам.
Находясь в числе лидеров трековой команды Австралии, благополучно прошёл отбор на Олимпийские игры 1996 года в Атланте — на сей раз в командной гонке преследования получил бронзу, проиграл в полуфинале команде из России.
В 1998 году участвовал в «Туре Лангкави», тогда как в 1999 году проехал «Тур Даун Андер», где занял в генеральной классификации 24-е место.
На домашних Олимпийских играх 2000 года в Сиднее стал пятым в командной гонке преследования и вместе с соотечественником Скоттом Макгрори завоевал золото в мэдисоне.
Впоследствии ещё в течение нескольких лет продолжал выступать на шоссе, преимущественно в небольших гонках на территории Австралии. В 2006—2009 годах представлял австралийскую континентальную команду Savings & Loans Cycling Team.